# ST 분절

정상 심전도의 개략도

심전도에서 ST 분절(ST segment)은 QRS파와 T파를 연결하며 0.005~0.150초(5~150ms)의 지속 시간을 갖는다.
J파(QRS파와 ST 분절 사이의 교차점, junction)에서 시작하여 T파의 시작 부분에서 끝난다. 그러나 일반적으로 ST분절이 끝나고 T파가 시작되는 정확한 위치를 파악하기 어렵기 때문에 ST 분절과 T파의 관계를 함께 살펴보아야 한다. ST 분절의 지속 시간은 일반적으로 약 0.08초(80ms)이다. 본질적으로 PR 간격이나 TP 간격과 시간이 동일해야 한다.
ST 분절은 심실이 탈분극과 재분극 사이에 있을 때 전압이 같은(isoelectric) 시기를 나타낸다.

## 해석

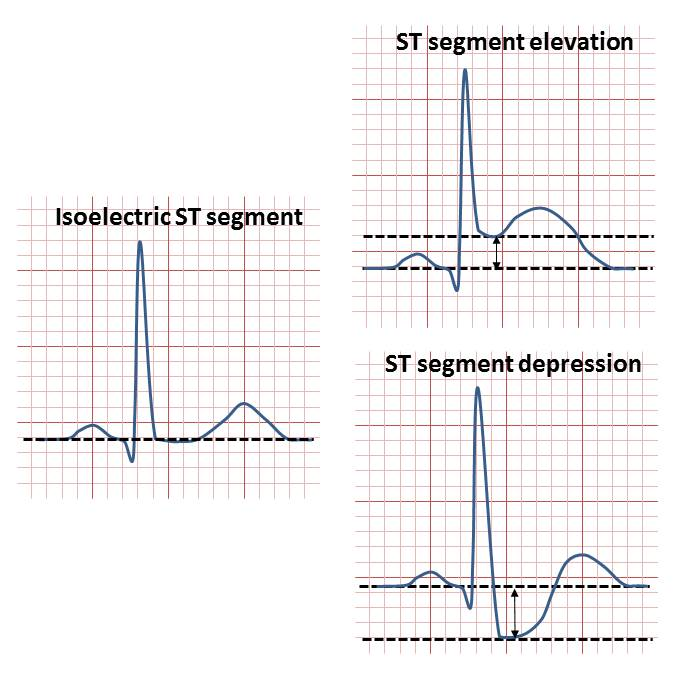
ST 분절 상승 및 하강의 그림

- ST 분절 상승 및 하강의 그림 정상적인 ST 분절은 약간 위쪽으로 오목하다.
- 평평하거나, 기울기가 내리막이거나, 밑으로 내려간 ST분절은 심근 허혈을 의미할 수 있다.
- ST 상승은 경벽 심근 경색을 뜻할 수 있다. 1mm보다 크게 ST 분절이 올라갔거나 J파로부터 80ms 이후에 나타났을 경우 이상 소견이다. 이 측정값의 위양성 비율은 15-20%(여성이 남성보다 약간 높음)이고 위음성 비율은 20–30%이다.[1]
- ST 하강은 심장속막밑 심근 경색, 저칼륨혈증, 디곡신 독성과 관련되어 있을 수 있다.[2]

## 태아 모니터링에서
태아 심전도에서 ST 파형 분석(ST waveform analysis, 때때로 STAN으로 약칭)은 태아 염기결핍 수준 증가의 징후로 사용된다.

## 참고 문헌
1. ↑  Sabatine MS (2000). 《Pocket Medicine (Pocket Notebook)》. Lippincott Williams & Wilkins. ISBN 0-7817-1649-7.
2. ↑  “Reading an EKG”. 《uab.edu》. 2010년 3월 25일. 2010년 3월 25일에 원본 문서에서 보존된 문서. 2021년 11월 4일에 확인함.
3. ↑  Mansano, R. Z.; Beall, M. H.; Ross, M. G. (2007). “Fetal ST segment heart rate analysis in labor: Improvement of intervention criteria using interpolated base deficit”. 《Journal of Maternal-Fetal and Neonatal Medicine》 20 (1): 47–52. doi:10.1080/14767050601055279. PMID 17437199.